# Ex (película)
Ex (en italiano: Ex) es una película de comedia romántica italiana y francés escrita y dirigida por Fausto Brizzi. Garnò el Nastro d'argento a la mejor película de comedia y el David de la Juventud a los premios David di Donatello. En Italia, fue un gran éxito, ganando en total más de 10 millones de euros.

## Reparto
- Alessandro Gassman: Davide
- Cécile Cassel: Monique
- Claudia Gerini: Elisa
- Cristiana Capotondi: Giulia
- Malik Zidi: Marc
- Gianmarco Tognazzi: Corrado
- Silvio Orlando: Luca
- Fabio De Luigi: Paolo
- Claudio Bisio: Sergio
- Vincenzo Salemme: Filippo
- Giorgia Wurth: Roberta
- Elena Sofia Ricci: Michela
- Enrico Montesano: Mario
- Nancy Brilli: Caterina
- Carla Signoris: Loredana
- Martina Pinto: Valentina
- Flavio Insinna: Don Lorenzo
- Vincenzo Alfieri: Andrea
- Angelo Infanti: El padre de Elisa
- Francesca Nunzi:Antonella
- Nathalie Rapti Gomez: Noemi